# Lobnik (priimek)
Lobnik je priimek več ljudi:
- Franc Lobnik, slovenski pedolog
- Metka Lobnik, slovenski judoist
- Manica Lobnik, slovenska pisateljica